# Repetekalysia kaplini
Repetekalysia kaplini är en stekelart som beskrevs av Perepechayenko 1994. Repetekalysia kaplini ingår i släktet Repetekalysia och familjen bracksteklar. Inga underarter finns listade i Catalogue of Life.